# Fomoria thermae
Fomoria thermae is een vlinder van de familie van de dwergmineermotten (Nepticulidae), van de onderfamilie van de Nepticulinae. De wetenschappelijke naam van deze soort is voor het eerst voorgesteld als Ectoedemia thermae door Malcolm John Scoble in een publicatie uit 1983.

## Verspreiding
De soort komt voor in Zuid-Afrika.

## Waardplanten
De rups leeft op Vitex wilmsii (Lamiaceae).